# Josef Fňouk
Josef Fňouk (12. ledna 1884, Jílovice – ?) byl český stavitel a architekt. Působil především v Hradci Králové.

## Život
Josef Fňouk vystudoval stavební fakultu na pražské české technice. Mezi lety 1910 a 1914 provozoval v Hradci Králové společně s architektem Oldřichem Liskou projekční kancelář Fňouk-stavitel & Liska-architekt, která byla ve své době v tomto městě největší firmou svého druhu. Později působil samostatně, po roce 1920 se pak zapojil také do urbanistického řešení města.
Josef Fňouk byl v Hradci Králové aktivní i ve veřejném životě a s některými významnými představiteli byl spřízněn (např. jeho švagrem byl architekt Jan Rejchl).

## Dílo
- Evangelický kostel v Nezvalově 1 (dříve Žerotínově), Hradec Králové (1910–12) – jako stavitel[1][2]
- Dům Marie Sálové, Hradec Králové (1912–13) – jako stavitel[2][4]
- Vila Hypiusových, Hradec Králové (1913) – jako stavitel[2][4]
- Rodinný dům s projekční kanceláří Fňouk-stavitel & Liska-architekt, Hradec Králové (1913) – jako stavitel[2][4]
- obecná škola v Nechanicích (1913) – jako stavitel[1]
- Jubilejní chrám Mistra Jana Husa v Pečkách (1913–14) – jako stavitel[2]
- Hotel U Beránka, Náchod (1914) – jako stavitel[1]
- přestavba hotelu Grand v Hradci Králové – 1914 stavitel dle projektu Josefa Gočára, 1922 přestavba kavárny dle vlastního projektu[5]
- vila Čerych v České Skalici[1]
- bloky obytných domů pro zaměstnance ředitelství ČSD, ulice Klumparova, Mánesova a Střelecká v Hradci Králové (1919) – jako stavitel[6]
- Živnostenský dům Stavebního družstva v Šafaříkově ulici v Hradci Králové (1920–21) – jako stavitel[6]
- dům Františka Mazury čp. 653 v Hradci Králové (1923–24) – jako architekt[2][4]
- rodinný dům Vrchlického 15/652, Hradec Králové (1923) – jako architekt[4]
- některé objekty v areálu nemocnice v Hradci Králové (1923–27) – jako stavitel[1][2]
- dům firmy Vlček se skleněnou věží čp. 21 na Pražském Předměstí v Hradci Králové (1928–29) – jako architekt[2]
- Novákovy garáže, Hradec Králové (1932) – jako architekt[2]
- sanatorium v lázních Karviná-Darkov[1]

## Galerie

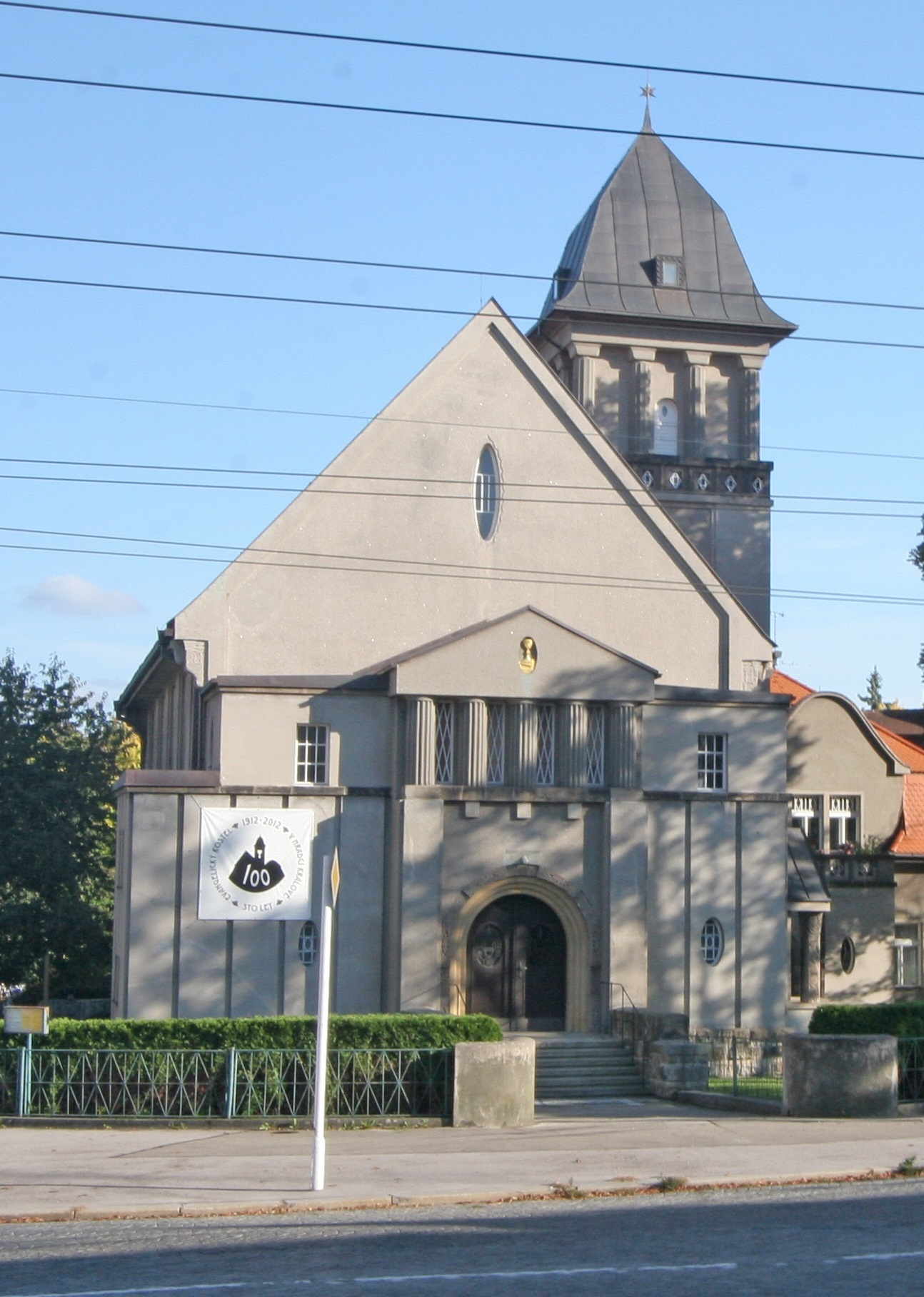
Evangelický kostel, Hradec Králové
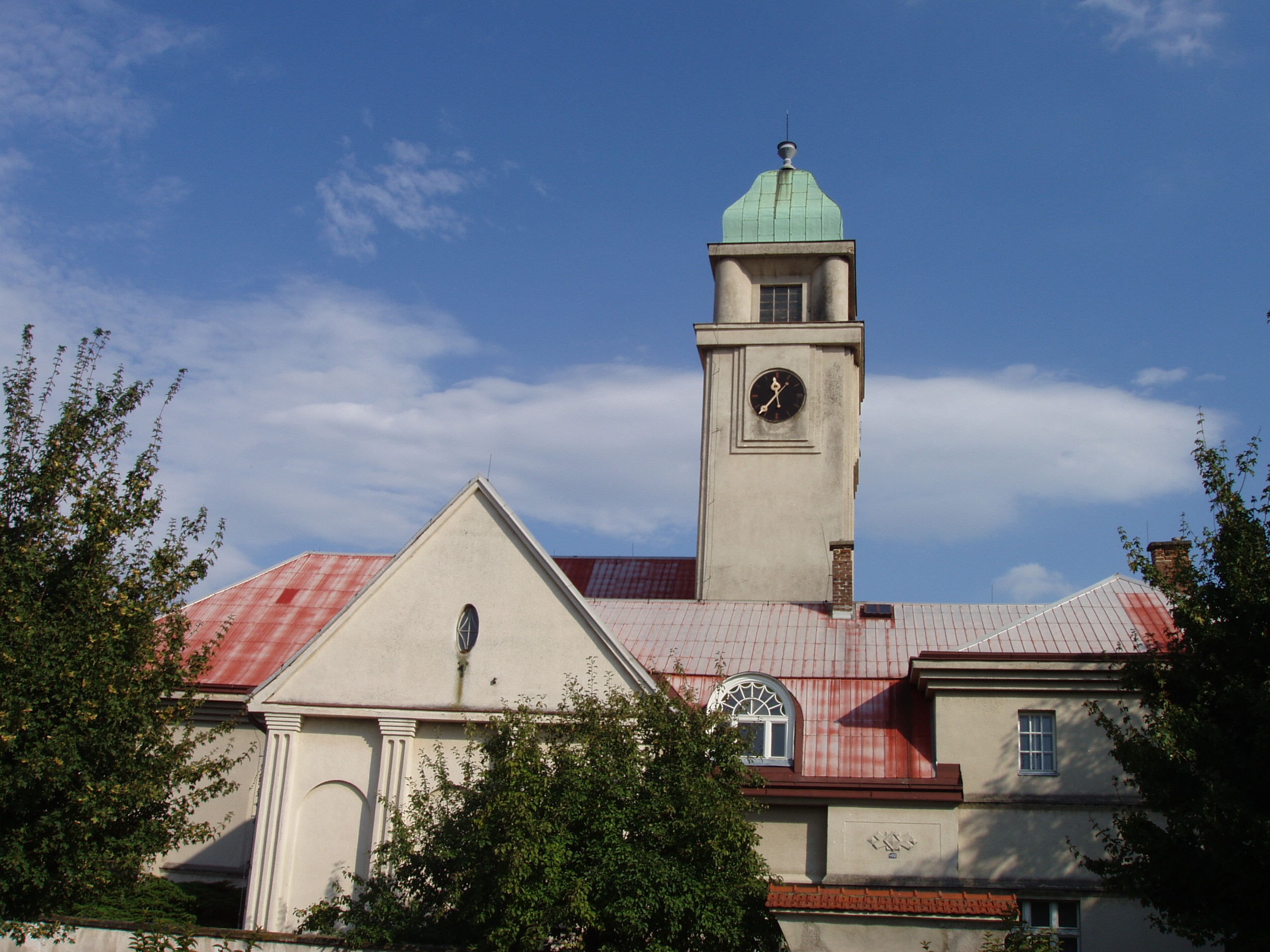
Jubilejní chrám Mistra Jana Husa, Pečky
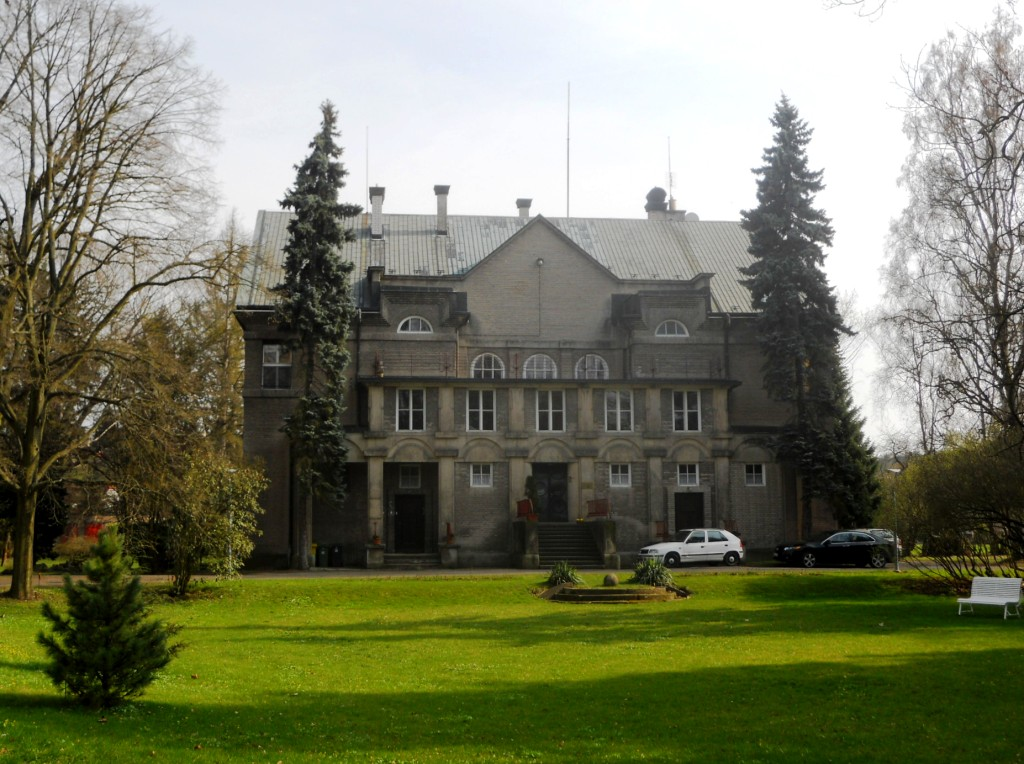
Vila Čerych, Česká Skalice
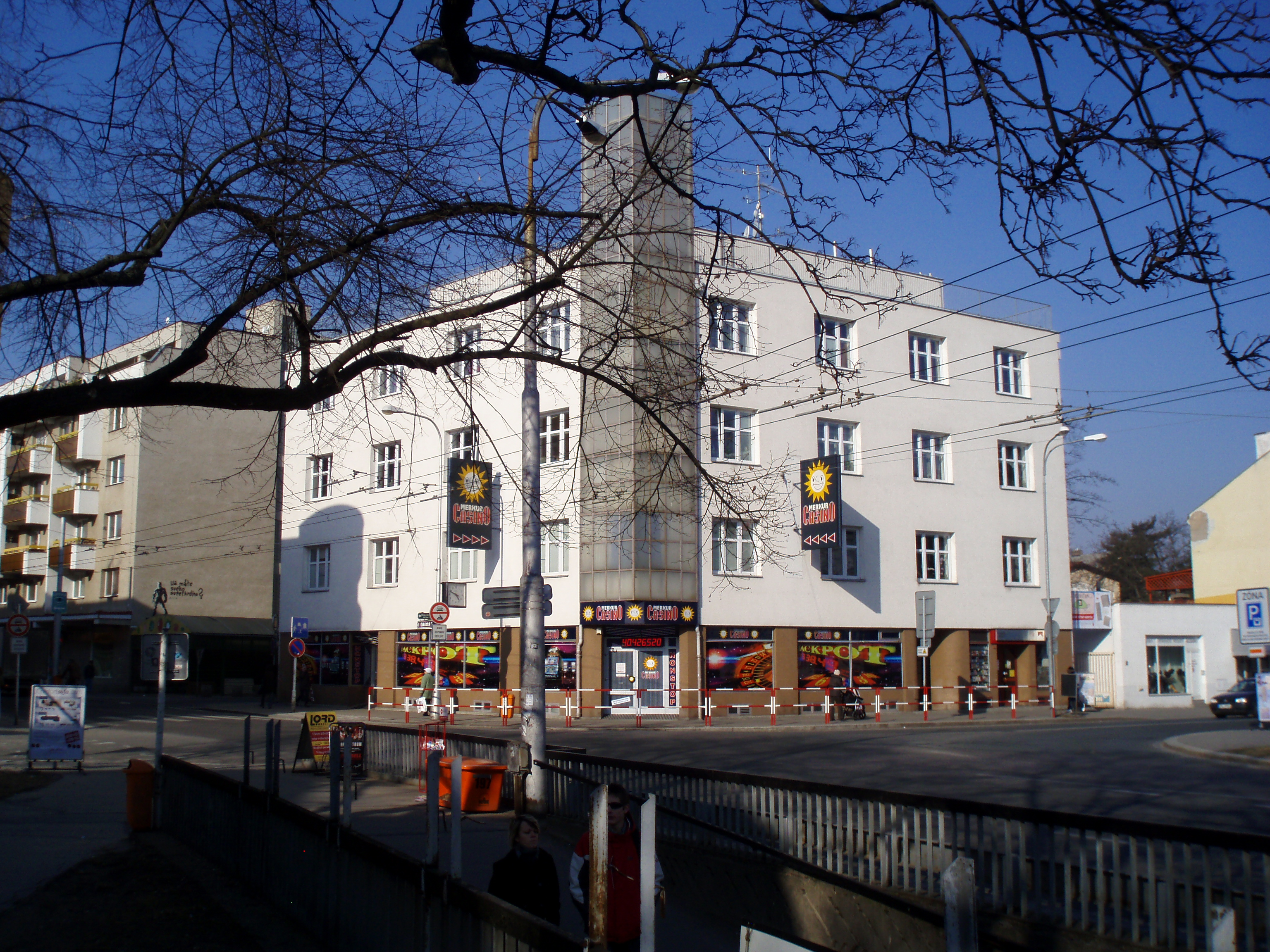
Dům se skleněnou věží, Hradec Králové
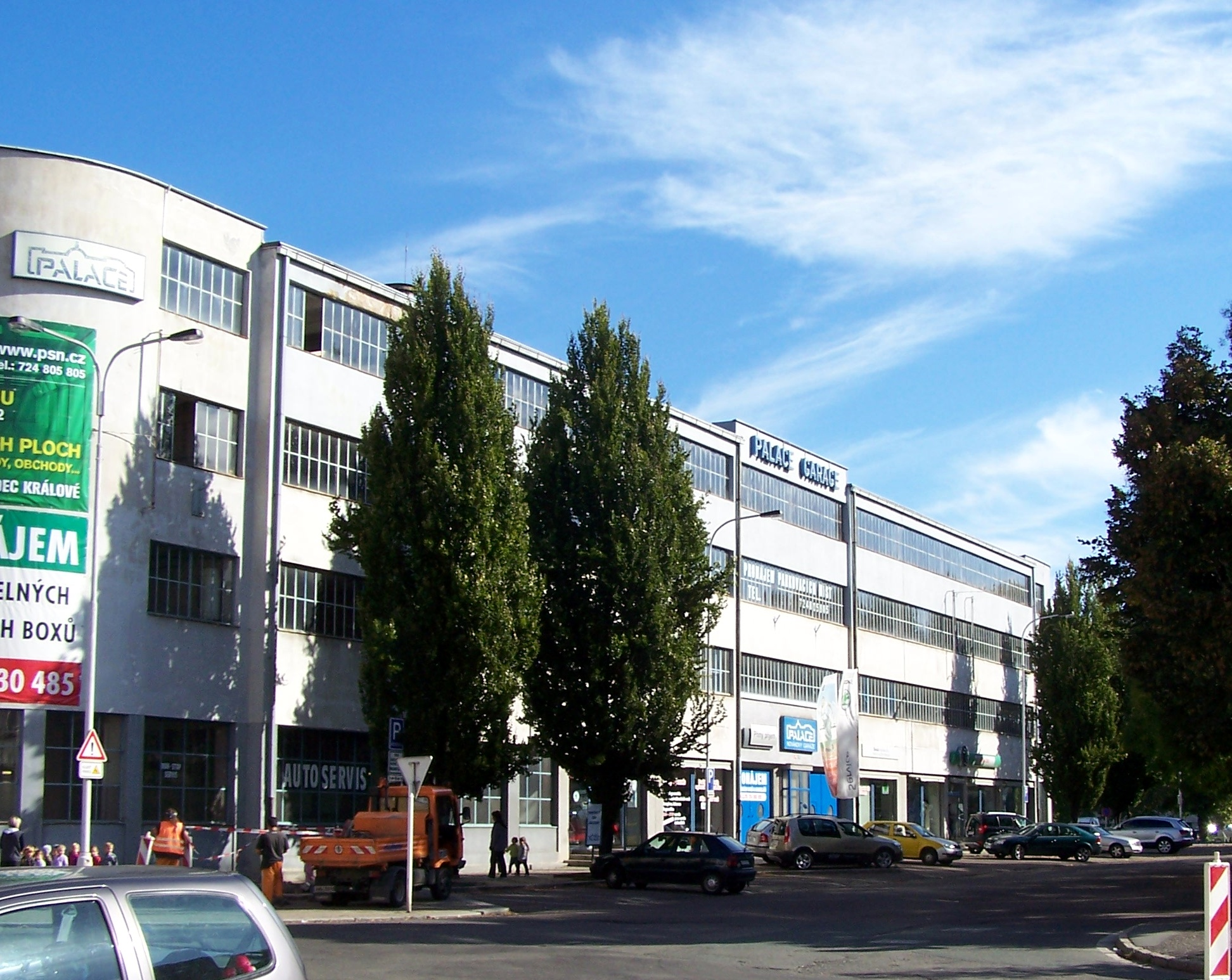
Novákovy garáže, Hradec Králové